# Havsormar
Havsormar (Hydrophiinae) är en underfamilj i familjen giftsnokar (Elapidae) inom underordningen ormar (Serpentes). Arter av denna familj lever i havet. Hittills är ungefär 62 arter kända.

## Taxonomi
Havsormarnas taxonomiska position är fortfarande omstridd. Flera nyare verk listar de som underfamilj i familjen giftsnokar. Enligt dessa publikationer utgörs havsormar av alla havslevande medlemmar i familjen giftsnokar, förutom släktet Laticauda. Andra herpetologer klassificerar havsormar som familj (Hydrophiidae). Oklart är även om landlevande giftsnokar från Australien ska infogas i havsormar eller i ett annat taxon.

## Utseende
De flesta havsormar har en kroppslängd av 120 till 140 centimeter, men vissa arter kan bli över 2 meter långa. Till exempel uppnår arten Hydrophis cyanocinctus en kroppslängd av 2,5 meter och Hydrophis spiralis en längd av upp till 2,75 meter. Honorna är oftast betydligt längre än hanarna. Individernas vikt är beroende av art, kön och tillgång till föda. Den strimmiga havsormen Laticauda colubrina väger i genomsnitt 0,9–1,3 kg vid en kroppslängd av upp till 1,8 meter.
Även kroppsbyggnaden varierar mellan olika arter. Arten Astrotia stokesii är relativt kroppslängden kraftigt och knubbigt byggd. Många arter i släktet Hydrophis har distinkta, smala huvuden och halsar, vilka tidigare gav upphov till uppfattningen att de livnär sig på långsmala djur, till exempel ålar. Idag vet man att dessa ormar kan sluka bytesdjur med dubbelt så stort omfång som ormen själv. Det smala huvudet underlättar troligen för ormen att hitta byten i trånga utrymmen.
Havsormar skiljer sig på grund av sitt maritima levnadssätt från andra ormar på några punkter. Ett kännetecken som alla havsormar har gemensamt är den vid sidorna avplattade svansen. Dessutom finns ofta ett mindre antal fjäll på buken (med undantag för arter i släktet Laticauda, som kan röra sig på land), och under tungan en saltkörtel som hjälper djuret att avsöndra överflödigt salt. Den högre lungan är förstorad och sträcker sig hos havsormar fram till svansspetsen. Genom att reglera mängden luft i lungan kan ormen hålla sig flytande på ett visst djup utan att behöva anstränga sig. De här djuren kan vara under vattnet i upp till två timmar och nå 180 meters djup. Troligen kan de ta upp syre genom huden.
Några av de nämnda kännetecknen finns även hos andra ormar, som inte är närmare släkt med havsormar. Till exempel har arter av de i bräckt vatten levande vårtormarna (Acrochordus) en saltkörtel, och ett mindre antal fjäll förekommer hos flera grävande ormar såsom maskormar (Typhlopidae).

## Utbredning
Havsormar förekommer i tropiska havsregioner av Indiska oceanen och Stilla havet. De finns från Persiska viken till Japans kustregioner och söderut till sydöstasiatiska öar och Australien. Med undantag av arten gulmagad havsorm, som har ett vidsträckt utbredningsområde, lever alla arter i närheten av kusten.
Den gulmagade havsormen förekommer utanför de nämnda regionerna även vid kusten av sydöstra Afrika och Madagaskar och vid västkusten av det tropiska Amerika. Den har till och med iakttagits i Panamakanalen. Några zoologer befarar att arten sprider sig via Panamakanalen till Karibien där den som inte infödd art orsakar stora ekologiska problem.
Arterna i familjen föredrar grunda havsregioner, ofta i närheten av flodmynningar. I dessa floder förekommer de ibland långt in i landet, men bara arten Hydrophis semperi har konstaterats leva längre tider i sötvatten. Denna art lever endemisk i den 270 km² stora sjön Lake Taal på den filippinska ön Luzon. Även några grupper av arten Laticauda crockeri lever på Salomonöarna i sötvatten. I röda havet finns troligtvis inga havsormar på grund av den höga salthalten. Salthalten ligger här vid 4 procent medan den i havsormarnas utbredningsområde ligger vid maximalt 3,5 procent.

## Levnadssätt
De lever på bottnen och sover i grottor och andra ställen och ta skydd efter en lång dag. 

### Föda

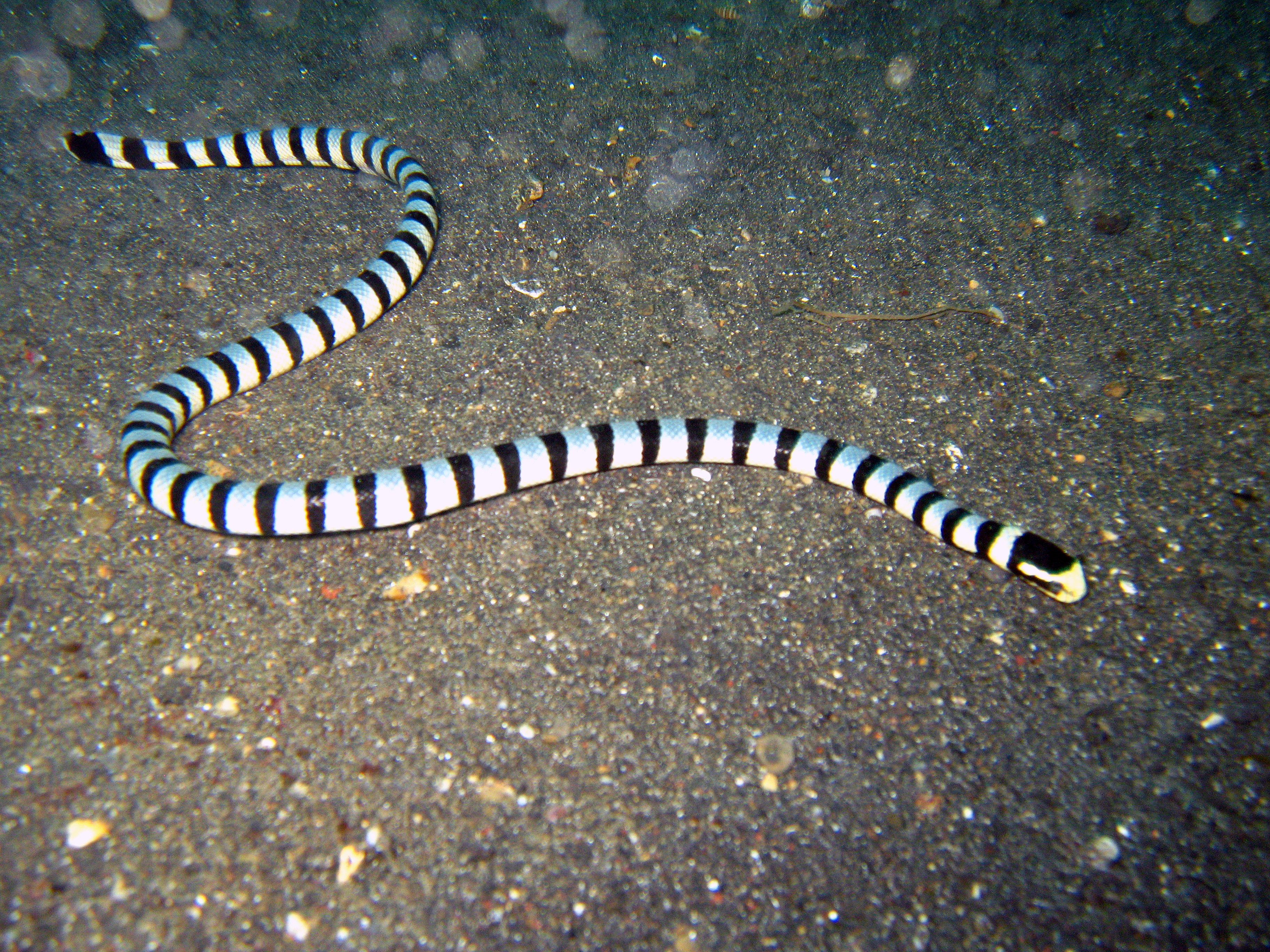
Laticauda colubrina

Havsormar är som de flesta ormar rovdjur och livnär sig huvudsakligen på fisk. I familjen finns några arter som är specialiserade på en viss sorts föda. Laticauda colubrina livnär sig i huvudsak på havsål och Hydrophis ornatus äter bara malar. Den gulmagade havsormen jagar uteslutande i zonen där olika vattenskikt möter varandra. Här finns oftast mycket plankton som utgör födan för denna havsorms favoritbyte – små ungfiskar. I ormens mage har vid undersökningar hittats 21 olika fiskarter, mest ungdjur. Havsormar som jagar vid korallreven tar jämförelsevis stora bytesdjur.
Några arter i familjen jagar även under natten. De hittar bytet med ett väl utvecklat luktsinne.
Bredvid specialisterna finns andra havsormar som har ett stort spektrum av bytesdjur. Aipysurus laevis livnär sig till exempel på fiskar och deras rom, samt på bläckfiskar.

### Fortplantning
Havsormar, med undantag av arterna i släktet Laticauda, lägger inga ägg utan föder fullt utvecklade ungar. Födelsen sker i havet där ormarna tillbringar hela sina liv. Arterna i släktet Laticauda krälar däremot upp på land för att lägga ägg. De vistas även utanför parningstiden ofta på land för att vila. För att fortplanta sig bebor dessa ormar i stort antal olika öar, huvudsakligen på Filippinerna förekommer i dessa tider flera tusen individer av  Laticauda laticaudata och Pseudolaticauda semifasciata. Allmänt simmar havsormar nära vattenytan när de behöver ett värmande solbad och så syns ibland stora ormgrupper där.

## Havsormarnas gift
Gift från havsormar räknas som ett av de starkaste ormgiften. Giftet finns i speciella gifttänder i käkens främre del. Gifttänderna är lite kortare än övriga tänder men de är tillräcklig långa för att genomborra människans hud. Enda undantaget utgörs av några arter som är specialiserade på fiskrom som föda.